# Liste der Eisenbahnlinien im Verkehrsverbund Rhein-Neckar
Der Verkehrsverbund Rhein-Neckar hat den regionalen Eisenbahnlinien keine eigenständigen Liniennummern gegeben, sondern die einzelnen Strecken in Fahrplantabellen zusammengefasst, bei denen Bahnstrecken ein „R“ vorangestellt wird. Durch Nummerierungen der beteiligten Länder und Verkehrsbetriebe verfügen heute aber dennoch die meisten Linien über eine eindeutige Nummer oder Bezeichnung, die sich teilweise an den VRN-Fahrplantabellennummern orientieren.
Durch die Integration des Westpfalz-Verkehrsverbundes (WVV) im Juni 2006 kam es bei Liniennummern und Fahrplantabellen zu Doppelbelegungen, die zum größten Teil durch Umbelegungen eliminiert wurden. Dennoch hat sich im 60er-Bereich eine Mischbelegung zwischen Westpfalz und Südhessen ergeben.
Zum Fahrplanwechsel 2014/2015 im Dezember 2014 wurden die Liniennummern teilweise neu vergeben.
Im ursprünglichen VRN-Nummerierungsschema für die Fahrplantabellen war die folgende regionale Unterteilung vorgesehen:
- einstellig: Hauptstrecken
- 40er: nördliche Pfalz/Rheinhessen
- 50er: südliche Pfalz
- 60er: Bergstraße/Odenwald
- 70er: Nordbaden
- 80er: Neckartal/Odenwald

## Linienübersicht

### S-Bahn Rhein-Neckar
| Linie | Tabelle | Linienweg | Name                | KBS      | Betreiber      |
| ----- | ------- | --- | ------------------- | -------- | -------------- |
| S 1   | S 1     | Homburg – Kaiserslautern – Mannheim – Mosbach – Osterburken                                                    | S-Bahn Rhein-Neckar | 665.1–2  | DB Regio Mitte |
| S 2   | S 2     | Kaiserslautern – Mannheim – Mosbach                                                                            | S-Bahn Rhein-Neckar | 665.1–2  | DB Regio Mitte |
| S 3   | S 3     | Karlsruhe – Wörth – Germersheim – Speyer – Mannheim – Bruchsal – Karlsruhe                                     | S-Bahn Rhein-Neckar | 665.3–4  | DB Regio Mitte |
| S 39  | S 39    | Mannheim-Waldhof – Mannheim-Luzenberg – Mannheim – Heidelberg – Karlsruhe                                      | S-Bahn Rhein-Neckar |          | DB Regio Mitte |
| S 4   | S 4     | Germersheim – Speyer – Mannheim – Bruchsal                                                                     | S-Bahn Rhein-Neckar | 665.3–4  | DB Regio Mitte |
| S 5   | S 5     | Heidelberg – Neckargemünd – Meckesheim – Sinsheim – Eppingen                                                   | S-Bahn Rhein-Neckar | 665.5    | DB Regio Mitte |
| S 51  | S 51    | (Heidelberg – Neckargemünd –) Meckesheim – Waibstadt – Aglasterhausen                                          | S-Bahn Rhein-Neckar | 665.5    | DB Regio Mitte |
| S 6   | S 6     | Bensheim – Weinheim – Mannheim – Ludwigshafen – Frankenthal – Worms – Mainz                                    | S-Bahn Rhein-Neckar | 650, 660 | DB Regio Mitte |
| S 7   | S 7     | Heidelberg – Neu-Edingen/Friedrichsfeld - Schwetzingen – Hockenheim                                            | S-Bahn Rhein-Neckar | 650      | DB Regio Mitte |
| S 8   | S 8     | Mannheim – Mannheim-Käfertal - Mannheim-Waldhof – Biblis                                                       | S-Bahn Rhein-Neckar | 655      | DB Regio Mitte |
| S 9   | S 9     | Karlsruhe – Graben-Neudorf – Hockenheim – Mannheim – Mannheim-Luzenberg – Lampertheim – Biblis – Groß Rohrheim | S-Bahn Rhein-Neckar | 700 655  | DB Regio Mitte |

### Stadtbahn Heilbronn
| Linie | Tabelle | Linienweg                                                                           | Name                | KBS | Betreiber |
| ----- | ------- | ----------------------------------------------------------------------------------- | ------------------- | --- | --------- |
| S41   | S 41    | Mosbach – Mosbach-Neckarelz – Bad Friedrichshall – Neckarsulm – Heilbronn           | Stadtbahn Heilbronn | 705 | AVG       |
| S42   | S 42    | Sinsheim – Bad Rappenau – Bad Wimpfen – Bad Friedrichshall – Neckarsulm – Heilbronn | Stadtbahn Heilbronn | 706 | AVG       |

### Regional-Express
| Linie  | Tabelle | Linienweg                                                                                         | Name                                    | KBS     | Betreiber           |
| ------ | ------- | ------------------------------------------------------------------------------------------------- | --------------------------------------- | ------- | ------------------- |
| RE 1   | RE 1    | Mannheim – Kaiserslautern – Saarbrücken – Dillingen (Saar) – Trier – Koblenz                      | Mosel-Saar-Pfalz-Express (SÜWEX)        | 670     | DB Regio Mitte      |
| RE 4   | RE 4    | Mainz – Worms – Frankenthal – Ludwigshafen (Rh) – Schifferstadt – Speyer – Karlsruhe              | Bahnstrecke Mainz–Mannheim (SÜWEX)      | 660     | DB Regio Mitte      |
| RE 6   | RE 6    | Kaiserslautern – Neustadt (Weinstraße) – Landau (Pfalz) – Winden (Pfalz) – Karlsruhe              | Pfälzische Maximiliansbahn              | 676     | DB Regio Mitte      |
| RE 8   | RE 8    | Würzburg – Osterburken – Heilbronn – Bietigheim-Bissingen – Stuttgart                             | Frankenbahn                             | 780     | Go-Ahead            |
| RE 10a | RE 10a  | Mannheim – Eberbach – Mosbach-Neckarelz – Bad Friedrichshall – Heilbronn                          | Neckartalbahn                           | 705     | SWEG Bahn Stuttgart |
| RE 10b | RE 10b  | Mannheim – Meckesheim – Sinsheim – Bad Friedrichshall – Heilbronn                                 | Elsenztalbahn                           | 706     | SWEG Bahn Stuttgart |
| RE 12  | RE 12   | Mannheim – Mosbach-Neckarelz – Bad Friedrichshall – Heilbronn – Stuttgart – Reutlingen – Tübingen | Frankenbahn                             |         | SWEG Bahn Stuttgart |
| RE 13  | RE 13   | Mainz – Nieder-Olm – Alzey – Kirchheimbolanden                                                    | Bahnstrecke Alzey–Mainz Donnersbergbahn | 661     | Vlexx               |
| RE 14  | RE 14   | Mainz – Worms – Frankenthal – Ludwigshafen (Rh) – Mannheim                                        | Bahnstrecke Mainz–Mannheim (SÜWEX)      | 660     | DB Regio Mitte      |
| RE 60  | RE 60   | Mannheim – Bensheim – Darmstadt – Frankfurt (Main)                                                | Rhein-Main Bahn                         | 650     | DB Regio Mitte      |
| RE 70  | RE 70   | Mannheim – Biblis – Gernsheim – Riedstadt-Goddelau – Frankfurt (Main)                             | Riedbahn                                | 655     | DB Regio Mitte      |
| RE 71  | RE 71   | Heidelberg – Wiesloch-Walldorf - Bruchsal – Bretten - Mühlacker                                   | Baden-Kurpfalz-Bahn Westbahn            | 771     | SWEG Bahn Stuttgart |
| RE 73  | RE 73   | Heidelberg – Wiesloch-Walldorf - Bruchsal – Karlsruhe                                             | Baden-Kurpfalz-Bahn                     | 701     | DB Regio Mitte      |
| RE 87  | RE 87   | Aschaffenburg – Wertheim – Lauda – Crailsheim                                                     | Maintalbahn Taubertalbahn               | 781 782 | Westfrankenbahn     |

### Regionalbahn
| Linie | Tabelle   | Linienweg                                                                                             | Name                                         | KBS     | Betreiber                                     |
| ----- | --------- | --- | -------------------------------------------- | ------- | --------------------------------------------- |
| RB 31 | R 31      | Mainz – Nieder-Olm – Alzey – Kirchheimbolanden                                                        | Bahnstrecke Alzey–Mainz Donnersbergbahn      | 661.1   | Vlexx                                         |
| RB 35 | R 35      | Worms – Monsheim – Alzey – Bingen (Rhein)                                                             | Rheinhessenbahn                              | 662     | DB Regio Mitte                                |
| RB 45 | R 45      | Neustadt (Weinstraße) – Freinsheim – Grünstadt – Monsheim                                             | Pfälzische Nordbahn                          | 667     | DB Regio Mitte                                |
| RB 46 | R 46      | Frankenthal – Freinsheim – Grünstadt – Ramsen (– Eiswoog)                                             | Eistalbahn                                   | 666     | DB Regio Mitte                                |
| RB 48 | R 49      | Kaiserslautern – Hochspeyer – Enkenbach – Göllheim-Dreisen – Marnheim – Monsheim                      | Zellertalbahn                                | 662.1   | DB Regio Mitte                                |
| RB 49 | R 56      | Ludwigshafen BASF – Ludwigshafen – Kaiserslautern / Germersheim – Wörth (Rhein)                       | BASF-Werkzüge                                | 670 677 | DB Regio Mitte                                |
| RB 51 | R 51      | Neustadt (Weinstraße) – Landau (Pfalz) – Winden (Pfalz) – Karlsruhe                                   | Pfälzische Maximiliansbahn                   | 676     | DB Regio Mitte                                |
| RB 53 | R 53      | Neustadt (Weinstraße) – Landau (Pfalz) – Winden (Pfalz) – Wissembourg                                 | Pfälzische Maximiliansbahn                   | 679     | DB Regio Mitte                                |
| RB 54 | R 54      | Winden (Pfalz) – Bad Bergzabern                                                                       | Kurbadlinie                                  | 678     | DB Regio Mitte                                |
| RB 55 | R 55      | Landau (Pfalz) – Annweiler am Trifels – Hinterweidenthal Ost – Pirmasens Nord – Pirmasens Hbf         | Queichtalbahn                                | 675     | DB Regio Mitte                                |
| RB 57 | R 57      | Hinterweidenthal Ost – Hinterweidenthal Ort – Dahn – Bundenthal-Rumbach                               | Wieslauterbahn                               | 675.1   | DB Regio Mitte / Albtal-Verkehrs-Gesellschaft |
| RB 62 | R 62      | Worms – Biblis                                                                                        | Riedbahn                                     | 655     | DB Regio Mitte                                |
| RB 63 | R 63      | Worms – Bürstadt – Bensheim                                                                           | Nibelungenbahn                               | 653     | DB Regio Mitte                                |
| RB 64 | R 64      | Kaiserslautern – Schopp – Waldfischbach – Pirmasens Nord – Pirmasens Hbf                              | Biebermühlbahn                               | 672     | DB Regio Mitte                                |
| RB 65 | R 65      | Kaiserslautern – Winnweiler – Rockenhausen – Alsenz – Bad Kreuznach – Langenlonsheim – Bingen (Rhein) | Alsenztalbahn Kaiserslautern–Enkenbach       | 672     | DB Regio Mitte                                |
| RB 66 | R 66      | Kaiserslautern – Lampertsmühle-Otterbach – Olsbrücken – Wolfstein – Lauterecken-Grumbach              | Lautertalbahn                                | 673     | DB Regio Mitte                                |
| RB 67 | R 60      | Mannheim – Weinheim – Bensheim – Darmstadt – Frankfurt (Main)                                         | Bahnstrecke Frankfurt am Main–Heidelberg     | 650     | DB Regio Mitte                                |
| RB 67 | R 67      | Kaiserslautern – Landstuhl – Glan-Münchweiler – Altenglan – Kusel                                     | Bahnstrecke Landstuhl–Kusel                  | 671     | DB Regio Mitte                                |
| RB 68 | R 60      | Wiesloch-Walldorf – Heidelberg – Weinheim – Bensheim – Darmstadt – Frankfurt (Main)                   | Bahnstrecke Frankfurt am Main–Heidelberg     | 650     | DB Regio Mitte                                |
| RB 68 | R 68      | Pirmasens Hbf – Pirmasens Nord – Zweibrücken – St. Ingbert – Saarbrücken                              | Schwarzbachtalbahn                           | 674     | DB Regio Mitte                                |
| RB 69 | R 69      | Weinheim – Mörlenbach – Rimbach – Fürth (Odenwald)                                                    | Weschnitztalbahn                             | 654     | DB Regio Mitte                                |
| RB 70 | R 70      | Kaiserslautern – Landstuhl – Homburg (Saar) – Saarbrücken – Völklingen – Saarlouis – Merzig (Saar)    | Bahnstrecke Mannheim–Saarbrücken Saarstrecke | 670     | DB Regio Mitte                                |
| RB 84 | R 83      | Seckach – Buchen (Odw.) – Walldürn – Amorbach – Miltenberg                                            | Madonnenlandbahn                             | 784     | Westfrankenbahn                               |
| RB 88 | R 85 R 82 | Wertheim – Lauda – Bad Mergentheim – Crailsheim                                                       | Frankenbahn Taubertalbahn                    | 780 782 | Westfrankenbahn                               |

### Stadtbahn
| Linie | Tabelle | Linienweg                                                                     | Name                     | KBS         | Betreiber            |
| ----- | ------- | ----------------------------------------------------------------------------- | ------------------------ | ----------- | -------------------- |
| 4/4A  | 4       | Bad Dürkheim – Oggersheim – Ludwigshafen – Mannheim-Gartenstadt               | Rhein-Haardtbahn         | 668         | Rhein-Neckar-Verkehr |
| 4X    | 4X      | Bad Dürkheim – Ludwigshafen-Oppau (Expresszug)                                | Rhein-Haardtbahn         | 668         | Rhein-Neckar-Verkehr |
| 5     | 5       | Weinheim – Mannheim – Heidelberg – Weinheim (Rundlinie)                       | Oberrheinische Eisenbahn | 669         | Rhein-Neckar-Verkehr |
| 5A    | 5A      | Mannheim – Heddesheim                                                         | Oberrheinische Eisenbahn | 669         | Rhein-Neckar-Verkehr |
| 15    | 15      | Mannheim – Heddesheim                                                         | Oberrheinische Eisenbahn | 669         | Rhein-Neckar-Verkehr |
| 9     | 9       | Bad Dürkheim – Oggersheim – Ludwigshafen – Mannheim – Heidelberg (Expresszug) | RNV-Express              | 668 und 669 | Rhein-Neckar-Verkehr |

## Über Übergangstarife erreichbare Linien
| Linie | Tabelle | Linienweg                                                                                                   | Name                         | KBS    | Betreiber                                   | Verbund |
| ----- | ------- | --- | ---------------------------- | ------ | ------------------------------------------- | ------- |
| S 5   |         | Wörth (Rhein) – Karlsruhe – Pforzheim                                                                       | Stadtbahn Karlsruhe          | 710.5  | Albtal-Verkehrs-Gesellschaft DB Regio Mitte | KVV     |
| S 51  |         | Germersheim – Wörth (Rhein) – Karlsruhe                                                                     | Stadtbahn Karlsruhe          | 710.51 | Albtal-Verkehrs-Gesellschaft                | KVV     |
| S 52  |         | Germersheim – Wörth (Rhein) – Karlsruhe                                                                     | Stadtbahn Karlsruhe          | 710.51 | Albtal-Verkehrs-Gesellschaft                | KVV     |
| RB 52 | R 52    | Wörth (Rhein) – Neuburg (Rhein) – Lauterbourg                                                               | Bienwaldbahn                 | 677.1  | DB Regio Mitte                              | KVV     |
| RB 59 | R 59    | Germersheim – Philippsburg – Graben-Neudorf – Bruchsal                                                      | Bruhrainbahn (einzelne Züge) | 704    | DB Regio Mitte                              | KVV     |
| RB 79 | R 79    | Neckarbischofsheim Nord – Neckarbischofsheim Stadt – Untergimpern – Obergimpern – Siegelsbach – Hüffenhardt | Krebsbachtalbahn             | 707    |                                             |         |
| RE 80 | R 81    | Erbach (Odenwald) – Groß-Umstadt Wiebelsbach – Reinheim – Darmstadt                                         | Odenwaldbahn                 | 641    | VIAS                                        | RMV     |
| RB 81 | R 81    | Eberbach – Erbach (Odenwald) – Groß-Umstadt Wiebelsbach – Reinheim – Darmstadt                              | Odenwaldbahn                 | 641    | VIAS                                        | RMV     |
| RB 82 | R 81    | Erbach (Odenwald) – Groß-Umstadt Wiebelsbach – Reinheim – Darmstadt Nord – Frankfurt (Main)                 | Odenwaldbahn                 | 641    | VIAS                                        | RMV     |
| RE 85 | R 81    | Erbach (Odenwald) – Groß-Umstadt Wiebelsbach – Babenhausen – Hanau – Frankfurt (Main)                       | Odenwaldbahn                 | 641    | VIAS                                        | RMV     |